# كونتامينا
بلدية كونتامينا (بالإسبانية: Contamina) هي بلدية تقع في مقاطعة سرقسطة التابعة لمنطقة أراغون شمال شرق إسبانيا.

## الديموغرافيا
بلغ عدد سكان بلدية كونتامينا 39 نسمة عام 2011 (وفقاً للمعهد الوطني الإسباني للإحصاء).
| 61 | 55 | 60 | 46 | 50 | 38 | 39 |